# Deutsche Leichtathletik-Meisterschaften 2021
Die 121. Deutschen Leichtathletik-Meisterschaften fanden am 5. und 6. Juni 2021 im Braunschweiger Eintrachtstadion statt und wurden im Rahmen der Finals 2021 durchgeführt. Der Stabhochsprungwettbewerb der Frauen wurde schon am 4. Juni ausgetragen.
Ursprünglich sollten die Meisterschaften im Kasseler Auestadion stattfinden. Das Präsidium des Deutschen Leichtathletik-Verbandes (DLV) bestimmte diesen Austragungsort im August 2019 einstimmig. Nach der COVID-19-bedingten Verschiebung der Meisterschaften 2020, die zudem ohne Zuschauer stattfanden, wurde im Juli 2020 beschlossen, die Deutschen Meisterschaften 2021 ebenfalls in Braunschweig stattfinden zu lassen. Kassel erhielt im Gegenzug den Zuschlag für die Ausrichtung der Meisterschaften 2023 – das Jahr 2022 wäre wegen der documenta in Kassel nicht geeignet.
Wegen der immer noch grassierenden Covid-19-Pandemie gab es verschiedene Einschränkungen. So wurde die Zahl der teilnehmenden Athleten verringert und es gab keine Staffelläufe. Auch die Zuschauerzahl wurde auf 2000 begrenzt.
Aus unterschiedlichen Gründen nahmen viele der deutschen Spitzenathleten nicht teil. Dies sowie die pandemiebedingten Trainingsrückstände und das regnerische und kühle Wetter führten zu einem insgesamt eher mäßigen Niveau der Veranstaltung.

## Ausgelagerte Disziplinen
Wie bei den Deutschen Leichtathletik-Meisterschaften üblich, finden die Titelkämpfe in einigen Disziplinen aus organisatorischen oder logistischen Gründen nicht am Haupttermin statt, sondern werden ausgelagert.
Einige dieser Wettbewerbe wurden wegen der Covid-19-Pandemie abgesagt, einige andere verschoben. Hier eine Übersicht:
- Straßengehen: 10. April 2021 in Frankfurt am Main[3]
- 6-Stunden-Lauf (DUV): 18. April 2021 in Herne – am 22. März 2021 abgesagt[4]
- 10.000 m: 1. Mai 2021 in Mainz[5]
- Bahngehen: 23. Mai 2021 – am 12. März 2021 abgesagt[6]
- 24-Stunden-Lauf (DUV): 3. bis 4. Juli 2021 in Bad Blumau, Österreich[7]
- Mehrkämpfe: 20. bis 22. August 2021 in Wesel[8]
- Ultratrail (DUV): 11. September 2021 in Suhl-Heinrichs – im Rahmen des Südthüringentrails[9]
- Berglauf: 18. September 2021 in Bad Kohlgrub – im Rahmen des Hörnlelaufs[10]
- 100-km-Straßenlauf (DUV): 18. September 2021 in Bernau[11]
- Marathon: 10. Oktober 2021 in München – im Rahmen des München-Marathons[12]
- Halbmarathon: 17. Oktober 2021 in Hamburg – im Rahmen des PSD Bank Halbmarathons[13]
- 10 km Straßenlauf: 31. Oktober 2021 in Uelzen[14]
- 50-km-Straßenlauf (DUV): 7. November 2021 in Bottrop – im Rahmen des Bottroper Herbstwaldlaufs[15]
- Crosslauf: 18. Dezember 2021 in Sonsbeck[16]
- Staffeln: Bochum-Wattenscheid – am 12. März 2021 abgesagt[6]

Die Deutschen Meister im Marathonlauf sollten ursprünglich am 18. April in Hannover ermittelt werden. Diese Veranstaltung wurde jedoch, wie so viele andere in der ersten Jahreshälfte, abgesagt. Schließlich entschied sich der DLV nur wenige Wochen vor der Austragung, die Meisterschaften im Rahmen des München-Marathons zu veranstalten.
Die Deutschen Meisterschaften in den Disziplinen 50-km-Straßenlauf, 100-km-Straßenlauf, Ultratrail und 24-Stunden-Lauf werden seit 2019 eigentlich vom Deutschen Leichtathletik-Verband ausgetragen, wurden wegen der Covid-19-Pandemie für 2021 jedoch zurück an die Deutsche Ultramarathon-Vereinigung gegeben, welche diese Meisterschaften bereits bis 2018 austrug. Davon unbeeinflusst ist die Deutsche Meisterschaft im 6-Stunden-Lauf, die unter der Zuständigkeit der Deutschen Ultramarathon-Vereinigung verblieb.

## Rekorde
Es wurden drei neue Meisterschaftsrekorde (CR) aufgestellt:
- 1500-Meter-Lauf: 3:34,64 min – Robert Farken (SC DHfK Leipzig)
- Halbmarathon, Einzelwertung: 1:02:26 h – Simon Boch (LG Telis Finanz Regensburg)
- 50-km-Straßengehen: 3:43:44 h – Jonathan Hilbert (LG Ohra Energie)

## Medaillengewinner
Die folgenden Übersichten fassen die Medaillengewinner und -gewinnerinnen zusammen. Eine ausführlichere Übersicht mit den jeweils ersten acht in den einzelnen Disziplinen findet sich unter dem Link Deutsche Leichtathletik-Meisterschaften 2021/Resultate.

### Männer
| Disziplin                                    | Gold                                                                        | Leistung                       | Silber                                                             | Leistung                              | Bronze                                                                   | Leistung                   |
| -------------------------------------------- | --------------------------------------------------------------------------- | ------------------------------ | ------------------------------------------------------------------ | ------------------------------------- | ------------------------------------------------------------------------ | -------------------------- |
| 100 m Wind: +0,4 m/s                         | Marvin Schulte (SC DHfK Leipzig)                                            | 10,19 s00000                   | Lucas Ansah-Peprah (Hamburger SV)                                  | 10,20 s00                             | Niels Torben Giese (VfL Wolfsburg) Joshua Hartmann (ASV Köln)            | 10,30 s00                  |
| 200 m Wind: −0,9 m/s                         | Owen Ansah (Hamburger SV)                                                   | 20,89 s00000                   | Steven Müller (LG OVAG Friedberg-Fauerbach)                        | 21,15 s00                             | Felix Straub (SC DHfK Leipzig)                                           | 21,17 s00                  |
| 400 m                                        | Manuel Sanders (LG Olympia Dortmund)                                        | 45,88 s00000                   | Jean Paul Bredau (SC Potsdam)                                      | 46,10 s00                             | Marvin Schlegel (LAC Erdgas Chemnitz)                                    | 46,11 s00                  |
| 800 m                                        | Marvin Heinrich (Eintracht Frankfurt)                                       | 1:47,62 min000                 | Christoph Kessler (LG Region Karlsruhe)                            | 1:47,81 min                           | Dennis Biederbick (Eintracht Frankfurt)                                  | 1:47,84 min                |
| 1500 m                                       | Robert Farken (SC DHfK Leipzig)                                             | 3:34,64 min CR                 | Marius Probst (TV Wattenscheid 01)                                 | 3:35,88 min                           | Amos Bartelsmeyer (Eintracht Frankfurt)                                  | 3:36,40 min                |
| 5000 m                                       | Mohamed Mohumed (LG Olympia Dortmund)                                       | 13:30,78 min000                | Maximilian Thorwirth (SFD 75 Düsseldorf-Süd)                       | 13:48,22 min                          | Simon Boch (LG Telis Finanz Regensburg)                                  | 13:53,53 min               |
| 10.000 m                                     | Nils Voigt (TV Wattenscheid 01)                                             | 28:11,31 min000                | Simon Boch (LG Telis Finanz Regensburg)                            | 28:22,75 min                          | Samuel Fitwi Sibhatu (LG Vulkaneifel)                                    | 29:02,10 min               |
| 10 km Straßenlauf                            | Nils Voigt (TV Wattenscheid 01)                                             | 28:45 min00000                 | Samuel Fitwi Sibhatu (LG Vulkaneifel)                              | 28:51 min00                           | Richard Ringer (LC Rehlingen)                                            | 28:54 min00                |
| 10 km Straßenlauf Mannschaftswertung         | LG Telis Finanz RegensburgSimon Boch Florian Orth Dominik Notz              | 1:28:35 h0000000               | LC RehlingenRichard Ringer Tobias Blum Alexander Bock              | 1:28:43 h0000                         | LG BraunschweigSebastian Hendel Joseph Katib Karsten Meier               | 1:30:16 h0000              |
| Halbmarathon                                 | Simon Boch (LG Telis Finanz Regensburg)                                     | 1:02:26 h CR000                | Sebastian Hendel (LG Braunschweig)                                 | 1:02:28 h0000                         | Samuel Fitwi Sibhatu (LG Vulkaneifel)                                    | 1:02:32 h0000              |
| Halbmarathon Mannschaftswertung              | LG Telis Finanz RegensburgSimon Boch Konstantin Wedel Maximilian Zeus       | 3:10:36 h0000000               | TV KonstanzFlorian Röser Luca Völkle Paul Snehotta                 | 3:18:31 h0000                         | ASC 1990 BreidenbachAlexander Hirschhäuser Kilian Schreiner Lorenz Rau   | 3:20:37 h0000              |
| Marathonlauf                                 | Alexander Hirschhäuser (ASC 1990 Breidenbach)                               | 2:18:38 h0000000               | Anthony Thomsich (LAV Stadtwerke Tübingen)                         | 2:19:30 h0000                         | Philipp Baar (SCC Berlin)                                                | 2:21:03 h0000              |
| Marathonlauf Mannschaftswertung              | LAV Stadtwerke TübingenAnthony Thomsich Timo Göhler Matthias Koch           | 7:35:40 h0000000               | LAC Olympia 88 BerlinTobias Singer Louis Hellmuth John Volkenandt  | 7:37:34 h0000                         | LG PassauMaxim Fuchs Stephan Fruhmann Mario Bernhardt                    | 7:45:11 h0000              |
| 50-km-Straßenlauf (DUV)                      | Niels Michalk (LG Nord Berlin Ultrateam)                                    | 2:52:13 h0000000               | Marco Bscheidl (LAC Passau)                                        | 3:18:58 h0000                         | Darius Spychala (Viersen)                                                | 3:21:15 h0000              |
| 50-km-Straßenlauf (DUV) Mannschaftswertung   | Spiridon FrankfurtFlorian Kaltenbach Christian Weber Lothar Esser           | 11:27:38 h0000000              | Team IcehouseFrank Wiegand Frank Burger Rüdiger Burger             | 11:50:48 h0000                        | LSG WeiherKlaus Bensching Rüdiger Kaltenmeier Marcell Dahringer          | 12:14:12 h0000             |
| 100-km-Straßenlauf (DUV)                     | André Collet (Aachener TG)                                                  | 6:46:41 h0000000               | Martin Ahlburg (LG Nord Berlin Ultrateam)                          | 7:21:51 h0000                         | Philipp Sogl (LG Nord Berlin Ultrateam)                                  | 7:28:58 h0000              |
| 100-km-Straßenlauf (DUV) Mannschaftswertung  | LG UltralaufBoris Tomaschewski Walter Hösch Georg Kirsch                    | 27:28:57 h0000000              | LG Mauerweg BerlinJörn Künstner Matthias Weiser Patrick Roß        | 36:03:46 h0000                        | nur zwei Teams im Ziel                                                   | nur zwei Teams im Ziel     |
| 110 m Hürden Wind: +0,4 m/s                  | Erik Balnuweit (TV Wattenscheid 01)                                         | 13,61 s00000                   | Martin Vogel (SC DHfK Leipzig)                                     | 13,70 s00                             | Georg Fleischhauer (Eintracht Frankfurt)                                 | 13,78 s00                  |
| 400 m Hürden                                 | Constantin Preis (VfL Sindelfingen)                                         | 49,32 s00000                   | Emil Agyekum (SCC Berlin)                                          | 50,20 s00                             | Luke Campbell (Eintracht Frankfurt)                                      | 50,70 s00                  |
| 3000 m Hindernis                             | Karl Bebendorf (Dresdner SC)                                                | 8:23,28 min000                 | Frederik Ruppert (SC Myhl)                                         | 8:25,27 min                           | Jens Mergenthaler (SV Winnenden)                                         | 8:29,49 min                |
| 20-km-Straßengehen                           | Nils Brembach (SC Potsdam)                                                  | 1:21:37 h0000000               | Leo Köpp (LG Nord Berlin)                                          | 1:22:04 h0000                         | Christopher Linke (SC Potsdam)                                           | 1:23:09 h0000              |
| 50-km-Straßengehen                           | Jonathan Hilbert (LG Ohra Energie)                                          | 3:43:44 h CR0000               | Nathaniel Seiler (TV Bühlertal)                                    | 3:48:44 h0000                         | Carl Dohmann (SCL Heel Baden-Baden)                                      | 3:48:54 h0000              |
| Hochsprung                                   | Tobias Potye (LG Stadtwerke München)                                        | 2,20 m                         | Falk Wendrich (LAZ Soest)                                          | 2,16 m                                | Jonas Wagner (Dresdner SC)                                               | 2,16 m                     |
| Stabhochsprung                               | Oleg Zernikel (ASV Landau)                                                  | 5,80 m                         | Bo Kanda Lita Baehre (TSV Bayer 04 Leverkusen)                     | 5,70 m                                | Raphael Holzdeppe (LAZ Zweibrücken)                                      | 5,50 m                     |
| Weitsprung                                   | Fabian Heinle (VfB Stuttgart)                                               | 7,81 m                         | Maximilian Entholzner (LAC Passau)                                 | 7,68 m                                | Oliver Koletzko (Wiesbadener LV)                                         | 7,61 m                     |
| Dreisprung                                   | Max Heß (LAC Erdgas Chemnitz)                                               | 16,51 m                        | Christoph Garritsen (TSV Bayer 04 Leverkusen)                      | 15,78 m                               | Felix Mairhofer (MTG Mannheim)                                           | 15,47 m                    |
| Kugelstoßen                                  | Dennis Lukas (LG Idar-Oberstein)                                            | 19,82 m                        | Christian Zimmermann (Kirchheimer SC)                              | 19,62 m                               | Dennis Lewke (SC DHfK Leipzig)                                           | 19,18 m                    |
| Diskuswurf                                   | Daniel Jasinski (TV Wattenscheid 01)                                        | 65,08 m                        | David Wrobel (SC Magdeburg)                                        | 64,25 m                               | Clemens Prüfer (SC Potsdam)                                              | 63,41 m                    |
| Hammerwurf                                   | Tristan Schwandke (TV Hindelang)                                            | 73,52 m                        | Johannes Bichler (LG Stadtwerke München)                           | 66,99 m                               | Konstantin Steinfurth (LG Eppstein-Kelkheim)                             | 63,86 m                    |
| Speerwurf                                    | Julian Weber (USC Mainz)                                                    | 80,33 m                        | Bernhard Seifert (SC Potsdam)                                      | 78,35 m                               | Tom Meier (LC Jena)                                                      | 75,63 m                    |
| Zehnkampf                                    | Tim Nowak (SSV Ulm 1846)                                                    | 7931 Pkte.                     | Marvin Bollinger (SV Halle)                                        | 7903 Pkte.                            | Jannis Wolff (Eintracht Frankfurt)                                       | 7595 Pkte.                 |
| Zehnkampf Mannschaftswertung                 |                                                                             |                                | Es waren keine Mannschaften am Start.                              | Es waren keine Mannschaften am Start. |                                                                          |                            |
| Crosslauf (Mittelstrecke) 4,1 km             | Johannes Motschmann (SCC Berlin)                                            | 12:47 min0000                  | Konstantin Wedel (LG Telis Finanz Regensburg)                      | 12:59 min00                           | Brian Weisheit (LSC Höchstadt/Aisch)                                     | 13:02 min00                |
| Crosslauf (Mittelstrecke) Mannschaftswertung | LG Telis Finanz Regensburg Konstantin Wedel Tim Ramdane Cherif Florian Orth | Pl.-Ziff. 170000 39:28 min0000 | LAV Stadtwerke Tübingen Robert Baumann Lorenz Baum Silvan Rauscher | Pl.-Ziff. 3300 40:10 min00            | LG Region Karlsruhe Christoph Kessler Lorenz Herrmann Alexander Kessler  | Pl.-Ziff. 5100 40:48 min00 |
| Crosslauf (Langstrecke) 10,1 km              | Samuel Fitwi Sibhatu (LG Vulkaneifel)                                       | 33:00 min0000                  | Davor Aaron Bienenfeld (SSC Hanau-Rodenbach)                       | 33:16 min00                           | Jonathan Dahlke (TSV Bayer 04 Leverkusen)                                | 33:43 min00                |
| Crosslauf (Langstrecke) Mannschaftswertung   | SSC Hanau-Rodenbach Davor Aaron Bienenfeld Julius Hild Marius Abele         | Pl.-Ziff. 310000 1:44.35 h0000 | LG Braunschweig Joseph Katib Karsten Meier Sebastian Hendel        | Pl.-Ziff. 3300 1:45:57 h00            | LG Telis Finanz RegensburgMaximilian Zeus Tim Ramdane Cherif Fabian Lutz | Pl.-Ziff. 4000 1:46:33 h00 |
| Berglauf 7 km/640 Höhenmeter                 | Maximilian Zeus (LG Telis Finanz Regensburg)                                | 32:06 min0000                  | Lukas Ehrle (LG Brandenkopf)                                       | 32:24 min00                           | Konstantin Wedel (LG Telis Finanz Regensburg)                            | 32:51 min00                |
| Berglauf Mannschaftswertung                  | LG Telis Finanz RegensburgMaximilian Zeus Konstantin Wedel Martin Pühler    | 1:38:56 h000000                | SG WendenJonas Hoffmann Fabian Jenne Frederik Jonas Wehner         | 1:42:32 h0000                         | SSC Hanau-RodenbachMarius Abele Jörn Harland Lukas Abele                 | 1:46:34 h0000              |
| Ultratrail (DUV) 64,9 km/2491 Höhenmeter     | Alexander Dautel (LG Nord Berlin Ultrateam) / Lukas Kley (TV Refrath)       | 5:44:22,7 h000000              | –                                                                  | –                                     | Oliver Helmboldt (LSKW Bad Lauterberg)                                   | 5:53:14,2 h0000            |
| Ultratrail (DUV) Mannschaftswertung          | Laufgemeinschaft WürzburgFrank Wagner Patrick Baumbach Peter Schumann       | 19:33:17,4 h000000             | SV Motor KönigseeFrank Rothe Stefan Wilsdorf Rocco Hartung         | 20:49:35,7 h00                        | LG UltralaufMarian Mielke Markus Meinke Sebastian Gonschorek             | 20:53:49,8 h00             |
| 24-Stunden-Lauf (DUV)                        | Martin Armenat (Lauffeuer Fröttstädt)                                       | 231,89 km                      | Florian Reus (Laufgemeinschaft Würzburg)                           | 218,26 km                             | Marko Gränitz (Laufgemeinschaft Würzburg)                                | 213,82 km                  |
| 24-Stunden-Lauf (DUV) Mannschaftswertung     | Laufgemeinschaft WürzburgFlorian Reus Marko Gränitz Walter Zimmermann       | 573,51 km                      | Lauffeuer FröttstädtMartin Armenat Swen Thorhauer Ralf Giese       | 572,73 km                             | LG Mauerweg BerlinJörn Künstner Patrick Roß Matthias Weiser              | 517,40 km                  |

### Frauen
| Disziplin                                   | Gold                                                                   | Leistung                   | Silber                                                                          | Leistung                           | Bronze | Leistung                   |
| ------------------------------------------- | ---------------------------------------------------------------------- | -------------------------- | ------------------------------------------------------------------------------- | ---------------------------------- | --- | -------------------------- |
| 100 m Wind: +0,3 m/s                        | Alexandra Burghardt (LG Gendorf Wacker Burghausen)                     | 11,14 s00                  | Lisa Mayer (Sprintteam Wetzlar)                                                 | 11,16 s00                          | Rebekka Haase (Sprintteam Wetzlar)                                                                               | 11,32 s00                  |
| 200 m Wind: −0,2 m/s                        | Alexandra Burghardt (LG Gendorf Wacker Burghausen)                     | 23,15 s00                  | Lisa Marie Kwayie (Neuköllner SF)                                               | 23,21 s00                          | Rebekka Haase (Sprintteam Wetzlar)                                                                               | 23,24 s00                  |
| 400 m                                       | Corinna Schwab (LAC Erdgas Chemnitz)                                   | 52,54 s00                  | Nadine Gonska (MTG Mannheim)                                                    | 52,80 s00                          | Laura Müller (SV GO! Saar 05)                                                                                    | 52,84 s00                  |
| 800 m                                       | Christina Hering (LG Stadtwerke München)                               | 2:02,48 min                | Katharina Trost (LG Stadtwerke München)                                         | 2:02,92 min                        | Tanja Spill (LAV Bayer Uerdingen/Dormagen)                                                                       | 2:03,38 min                |
| 1500 m                                      | Hanna Klein (LAV Stadtwerke Tübingen)                                  | 4:13,95 min                | Vera Coutellier (ASV Köln)                                                      | 4:17,93 min                        | Sara Benfares (LC Rehlingen)                                                                                     | 4:17,98 min                |
| 5000 m                                      | Gesa Felicitas Krause (Silvesterlauf Trier)                            | 15:26,74 min               | Miriam Dattke (LG Telis Finanz Regensburg)                                      | 15:39,33 min                       | Denise Krebs (TSV Bayer 04 Leverkusen)                                                                           | 15:51,29 min               |
| 10.000 m                                    | Rabea Schöneborn (LG Nord Berlin)                                      | 32:55,96 min               | Deborah Schöneborn (LG Nord Berlin)                                             | 33:02,87 min                       | Domenika Mayer (LG Telis Finanz Regensburg)                                                                      | 33:17,89 min               |
| 10 km Straßenlauf                           | Hanna Klein (LAV Stadtwerke Tübingen)                                  | 31:39 min00                | Alina Reh (SCC Berlin)                                                          | 31:42 min00                        | Miriam Dattke (LG Telis Finanz Regensburg)                                                                       | 32:49 min00                |
| 10 km Straßenlauf Mannschaftswertung        | SCC BerlinAlina Reh Blanka Dörfel Agnes Thurid Gers                    | 1:39:28 h0000              | LG Nord BerlinRabea Schöneborn Luisa Boschan Deborah Schöneborn                 | 1:42:00 h0000                      | LAV Stadtwerke TübingenHanna Klein Jule Vetter Katja Fischer                                                     | 1:42:22 h0000              |
| Halbmarathon                                | Miriam Dattke (LG Telis Finanz Regensburg)                             | 1:10:02 h0000              | Blanka Dörfel (SCC Berlin)                                                      | 1:11:54 h0000                      | Hanna Gröber (LAV Stadtwerke Tübingen)                                                                           | 1:14:32 h0000              |
| Halbmarathon Mannschaftswertung             | LG Telis Finanz RegensburgMiriam Dattke Thea Heim Franziska Stemmer    | 3:47:20 h0000              | Leichtathletikclub KronshagenJulia Kümpers Christin Adler Nicole Adler          | 3:52:46 h0000                      | LG Region KarlsruheMelina Wolf Sophia Kaiser Sarah Hettich                                                       | 3:54:43 h0000              |
| Marathonlauf                                | Corinna Harrer (LG Telis Finanz Regensburg)                            | 2:43:11 h0000              | Isabel Leibfried (TSG 1845 Heilbronn)                                           | 2:44:09 h0000                      | Merle Brunnée (MTG Mannheim)                                                                                     | 2:53:14 h0000              |
| Marathonlauf Mannschaftswertung             | TSV WolfratshausenUlrike Greif Rosi Habel Carina Neubauer              | 11:27:37 h0000             | nur eine Mannschaft in der Wertung                                              | nur eine Mannschaft in der Wertung | |                            |
| 50-km-Straßenlauf (DUV)                     | Jasmin Beer (Potsdamer Laufclub)                                       | 3:41:56 h0000              | Katja Hinze-Thüs (SG Wenden)                                                    | 3:45:29 h0000                      | Anna Jansen (LG90 Ebersberg - Grafing)                                                                           | 3:52:42 h0000              |
| 50-km-Straßenlauf (DUV) Mannschaftswertung  | Die LaufpartnerJulia Jezek Christiane Neidiger Anne Stephan            | 12:16:56 h0000             | LG UltralaufAnke Libuda Sylvia Faller Claudia Lederer                           | 13:10:20 h0000                     | LSG WeiherSina Simonis Martina Manz Simone Weser                                                                 | 14:43:30 h0000             |
| 100-km-Straßenlauf (DUV)                    | Katrin Gottschalk (LG Ultralauf)                                       | 8:12:03 h0000              | Jennifer Honek (LSG Karlsruhe)                                                  | 8:24:56 h0000                      | Anke Libuda (LG Ultralauf)                                                                                       | 8:52:26 h0000              |
| 100-km-Straßenlauf (DUV) Mannschaftswertung | LG UltralaufKatrin Gottschalk Anke Libuda Dagmar Deuber                | 27:32:41 h0000             | nur ein Team im Ziel                                                            | nur ein Team im Ziel               | |                            |
| 100 m Hürden Wind: +0,2 m/s                 | Ricarda Lobe (MTG Mannheim)                                            | 13,18 s00                  | Anne Weigold (LG Mittweida)                                                     | 13,24 s00                          | Monika Zapalska (LC Paderborn)                                                                                   | 13,34 s00                  |
| 400 m Hürden                                | Carolina Krafzik (VfL Sindelfingen)                                    | 54,89 s00                  | Christine Salterberg (LT DSHS Köln)                                             | 58,04 s00                          | Djamila Böhm (TV Wattenscheid 01)                                                                                | 58,29 s00                  |
| 3000 m Hindernis                            | Gesa Felicitas Krause (Silvesterlauf Trier)                            | 9:31,36 min                | Lea Meyer (VfL Löningen)                                                        | 9:41,02 min                        | Sanaa Schretzmair (TSV Bayer 04 Leverkusen)                                                                      | 10:01,62 min               |
| 20-km-Straßengehen                          | Saskia Feige (SC Potsdam)                                              | 1:31:37 h00000             | nur eine Teilnehmerin am Start                                                  | nur eine Teilnehmerin am Start     | |                            |
| Hochsprung                                  | Imke Onnen (Hannover 96)                                               | 1,87 m                     | Lea Halmans (SV GO! Saar 05)                                                    | 1,84 m                             | Alexandra Plaza (LT DSHS Köln) / Marie-Laurence Jungfleisch (VfB Stuttgart) / Jara Ellinger (TSG 1845 Heilbronn) | 1,80 m                     |
| Stabhochsprung                              | Jacqueline Otchere (MTG Mannheim)                                      | 4,30 m                     | Leni Freyja Wildgrube (SC Potsdam)                                              | 4,20 m                             | Ella Buchner (SC Potsdam)                                                                                        | 4,20 m                     |
| Weitsprung                                  | Malaika Mihambo (LG Kurpfalz)                                          | 6,62 m                     | Maryse Luzolo (Königsteiner LV)                                                 | 6,55 m                             | Merle Homeier (LG Göttingen)                                                                                     | 6,36 m                     |
| Dreisprung                                  | Neele Eckhardt-Noack (LG Göttingen)                                    | 14,26 m                    | Kristin Gierisch (TSV Bayer 04 Leverkusen)                                      | 14,11 m                            | Maria Purtsa (LAC Erdgas Chemnitz)                                                                               | 14,11 m                    |
| Kugelstoßen                                 | Sara Gambetta (SV Halle)                                               | 18,31 m                    | Katharina Maisch (LV 90 Erzgebirge)                                             | 18,13 m                            | Yemisi Ogunleye (MTG Mannheim)                                                                                   | 18,13 m                    |
| Diskuswurf                                  | Kristin Pudenz (SC Potsdam)                                            | 64,07 m                    | Marike Steinacker (TSV Bayer 04 Leverkusen)                                     | 64,02 m                            | Claudine Vita (SC Neubrandenburg)                                                                                | 61,43 m                    |
| Hammerwurf                                  | Samantha Borutta (TSV Bayer 04 Leverkusen)                             | 70,56 m                    | Carolin Paesler (TSV Bayer 04 Leverkusen)                                       | 66,78 m                            | Sophie Gimmler (LC Rehlingen)                                                                                    | 65,39 m                    |
| Speerwurf                                   | Christin Hussong (LAZ Zweibrücken)                                     | 63,30 m                    | Christine Winkler (SC DHfK Leipzig)                                             | 54,83 m                            | Lea Wipper (SC DHfK Leipzig)                                                                                     | 51,06 m                    |
| Siebenkampf                                 | Mareike Arndt (TSV Bayer 04 Leverkusen)                                | 5705 Pkte.                 | Janina Lange (MTV Lübeck)                                                       | 5613 Pkte.                         | Anna-Lena Obermaier (LG Telis Finanz Regensburg)                                                                 | 5589 Pkte.                 |
| Siebenkampf Mannschaftswertung              | TSV Bayer 04 LeverkusenMareike Arndt Annkathrin Hoven Isabel Schauerte | 16.453 Pkte.               | MTV LübeckJanina Lange Paula de Boer Katharina Kemp                             | 16.380 Pkte.                       | LG Telis Finanz RegensburgAnna-Lena Obermaier Marion Brunner Isabel Mayer                                        | 15.454 Pkte.               |
| Crosslauf 6,1 km                            | Alina Reh (SCC Berlin)                                                 | 21:44 min00                | Lea Meyer (VfL Löningen)                                                        | 22:25 min00                        | Eva Dieterich (Laufteam Kassel) / Domenika Mayer (LG Telis Finanz Regensburg)                                    | 22:32 min00                |
| Crosslauf Mannschaftswertung                | LC RehlingenSara Benfares Selma Benfares Miriam Marx                   | Pl.-Ziff. 3600 1:10:22 h00 | LG Telis Finanz RegensburgDomenika Mayer Emma Heckel Kerstin Hirscher           | Pl.-Ziff. 3700 1:10:19 h00         | LG Nord BerlinRabea Schöneborn Luisa Boschan Carmen Schultze-Berndt                                              | Pl.-Ziff. 4900 1:11:17 h00 |
| Berglauf 7 km/640 Höhenmeter                | Laura Hottenrott (PSV Grün-Weiß Kassel)                                | 36:48 min00                | Domenika Mayer (LG Telis Finanz Regensburg)                                     | 37:15 min00                        | Hanna Gröber (LAV Stadtwerke Tübingen)                                                                           | 38:11 min00                |
| Berglauf Mannschaftswertung                 | PTSV RosenheimAmelie Gugglberger Kristina Schollerer Irmi Hobmaier     | 2:11:47 h0000              | SG WendenChristl Dörschel Stefanie Osthoff Sandra Clemens                       | 2:12:11 h0000                      | SSC Hanau-RodenbachNessrin Amerschläger Lea Blandamura Constanze Paoli                                           | 2:15:16 h0000              |
| Ultratrail (DUV) 64,9 km/2491 Höhenmeter    | Almut Dreßler (LG Nord Berlin Ultrateam)                               | 6:37:12,1 h00              | Anke Friedl (SC Kemmern Running / 00Team Schamel Running)                       | 6:54:11,1 h00                      | Anna Jansen (LG90 Ebersberg - Grafing)                                                                           | 6:59:55,9 h00              |
| Ultratrail (DUV) Mannschaftswertung         | Landau Running Company ISilke Herrgen Katrin Herbrik Silke Schütt      | 22:37:38,7 h00             | LG Nord Berlin UltrateamAlmut Dreßler Joyce Moewius Maria Blauth                | 23:53:06,2 h00                     | Landau Running Company IIJessica Stuck Nadine Hafenrichter Julia Burgard                                         | 27:18:36,8 h00             |
| 24-Stunden-Lauf (DUV)                       | Julia Jezek (Die Laufpartner)                                          | 225,64 km                  | Luise Wuttke (sportTREND 000Ultralaufteam Braunschweig)                         | 220,29 km                          | Anne Stephan (Die Laufpartner)                                                                                   | 213,92 km                  |
| 24-Stunden-Lauf (DUV) Mannschaftswertung    | Die LaufpartnerJulia Jezek Anne Stephan Marieke Broeren                | 581,33 km                  | sportTREND Ultralaufteam BraunschweigLuise Wuttke Nicole Herdegen Sylvia Stanik | 524,59 km                          | LG UltralaufKatrin Tüg-Hilbert Katharina Bey Edda Bauer                                                          | 439,22 km                  |